# Sarcodraba
Sarcodraba es un género de fanerógamas perteneciente a la familia Brassicaceae. Comprende 5 especies descritas y de estas, solo 4 aceptadas.

## Taxonomía
El género fue descrito por Gilg & Muschl.  y publicado en Botanische Jahrbücher für Systematik, Pflanzengeschichte und Pflanzengeographie 42: 468. 1909.

## Especies aceptadas
A continuación se brinda un listado de las especies del género Sarcodraba aceptadas hasta mayo de 2014, ordenadas alfabéticamente. Para cada una se indica el nombre binomial seguido del autor, abreviado según las convenciones y usos.
- Sarcodraba andina O.E. Schulz
- Sarcodraba herzogii
- Sarcodraba karraikensis
- Sarcodraba subterranea O.E. Schulz